# テクネチウム星
テクネチウム星 (technetium star) は、スペクトル中にテクネチウムの吸収線を持つ恒星である。
最も安定なテクネチウムの同位体は98Tcであり、その半減期は420万年であるが、恒星の形成前から恒星の材料となるには短すぎる期間である。そのため、1952年にポール・メリルにより恒星スペクトル中にテクネチウムが検出されたことは、恒星内元素合成の存在の明確な証拠となった。
最も顕著な例としては、ふたご座R星がある。
テクネチウム星は、いわゆる漸近巨星分枝に分類され、赤色巨星に似るがわずかに大きな光度を持ち、内殻で水素を燃やしている。テクネチウム星のスペクトル分類はM、MS、S、SC、C-Nとなり、そのほとんどは長周期変光星である。